# لارس نسمان
لارس نسمان (فنلاندی: Lars Näsman; ۱۴ ژوئیهٔ ۱۹۴۳ – ۱۰ اکتبر ۱۹۹۵) بازیکن فوتبال اهل فنلاند بود.
از باشگاه‌هایی که در آن بازی کرده‌است می‌توان به باشگاه فوتبال اچ‌آی‌اف‌کی اشاره کرد.
وی همچنین در تیم ملی فوتبال فنلاند بازی کرده‌است.